# من در بهشت هستم (وقتی مرا می‌بوسی)
من در بهشت هستم (وقتی مرا می‌بوسی) ((I'm In Heaven (When You Kiss Me) اولین تک‌آهنگ از آلبوم دوم گروه ای‌تی‌سی٬ آسمان را لمس کن ٬ است.